# Partito del Popolo Mongolo
Il Partito del Popolo Mongolo (in mongolo  - MAN) è un partito politico socialdemocratico mongolo. Venne fondato come partito comunista nel 1920 dai rivoluzionari mongoli ed è il più antico partito politico della Mongolia.
Il partito svolse un ruolo importante nella rivoluzione mongola del 1921, ispirata dalla rivoluzione d'ottobre dei bolscevichi. Dopo l'indipendenza, governò la Mongolia come stato socialista a partito unico. Il partito cambiò nome in Partito Rivoluzionario del Popolo Mongolo (MAKN) e si unì all'Internazionale Comunista nel 1924.
Come MAKN, il partito venne organizzato sulla base del centralismo democratico, un principio concepito da Vladimir Lenin che implica una discussione democratica e aperta sulla politica a condizione dell'unità nel sostenere le politiche concordate. L'organo supremo del partito era il Congresso del Partito, convocato ogni cinque anni. Quando il Congresso del Partito non era in sessione, il Comitato Centrale era l'organo più alto, ma poiché si riuniva normalmente solo una volta all'anno, la maggior parte dei compiti e delle responsabilità spettava al Politburo e al suo Comitato Permanente. Il leader del partito veniva nominato segretario generale, presidente, segretario e primo segretario. Il partito in precedenza seguiva il marxismo-leninismo, una sintesi delle idee di Karl Marx e Lenin introdotte da Iosif Stalin nel 1929, in base alla quale le industrie della Mongolia vennero nazionalizzate e venne implementata un'economia pianificata.
Dopo la rivoluzione mongola del 1990, vennero legalizzati altri partiti politici in Mongolia e il paese passò ad una democrazia multipartitica. Successivamente il partito abbandonò il marxismo-leninismo a favore del socialismo democratico. Nel 2010, i membri del partito votarono per adottare la socialdemocrazia come ideologia del partito e ripristinare il nome originale del partito, eliminando la parola "rivoluzionario". Ciò causò la separazione di una fazione di minoranza e la formazione di un nuovo partito per mantenere il nome di vecchia data; le due parti si sono riunite nel 2021.
Il partito rimase il partito di governo della Mongolia dopo la rivoluzione del 1990, fino a quando non venne sconfitto nelle elezioni del 1996. Dal 2004 al 2008 fece parte di un governo di coalizione con il Partito Democratico e il Partito della Patria. Dal 2008 al 2012, il partito partecipò ad un'altra coalizione con il Partito Democratico, sebbene avesse la maggioranza nella legislatura mongola. Dopo le elezioni del 2012, divenne il partito di opposizione in parlamento. Il partito è tornato al potere dopo le elezioni del 2016 e ha mantenuto la maggioranza nelle elezioni del 2020.

## Storia

### Antefatti
Nel 1911, la Mongolia Esterna dichiarò la propria indipendenza dalla dinastia Qing dopo oltre due secoli di dominio Qing. Tuttavia, l'indipendenza del Khanato di Bogd non durò poiché non venne riconosciuto dai suoi due vicini (Russia e Cina) ed era considerato una regione autonoma sotto la sovranità cinese. Nel 1919, la Mongolia venne invasa dal governo Beiyang e dalle forze dei russi bianchi nel 1921.

### La rivoluzione del 1921
Durante l'occupazione si formarono come movimenti di resistenza due gruppi, noti come Collina Consolare (Konsulyn denj) e Khuree orientale (Züün khüree). Il 25 giugno 1920, i gruppi si unirono come Partito del Popolo Mongolo e decisero d'inviare sette rappresentanti all'Unione Sovietica, che s'incontrarono con i rappresentanti sovietici ad Irkutsk in agosto. Il 1º marzo 1921, il partito si formò a Kjachta (affermando di essere il primo partito politico della Mongolia) e formò un governo provvisorio.
Il 18 marzo, l'Esercito popolare mongolo sotto Damdiny Sùchbaatar sconfisse le forze cinesi e prese Kjachta. A maggio, il russo bianco barone Ungern portò le sue forze a nord da Ikh Khuree e vennero sconfitti dalle forze congiunte dell'Esercito popolare mongolo e dell'Armata Rossa. Il 25 giugno 1921, il Partito del Popolo Mongolo rilasciò una dichiarazione a tutti i mongoli sulla sua decisione di liberare la capitale con la forza. Le forze entrarono nella capitale il 6 luglio e dichiararono l'indipendenza l'11 luglio. Seguendo il consiglio dell'Internazionale Comunista, il partito si ribattezzò Partito Rivoluzionario del Popolo Mongolo nel 1924.

### Le rivolte e le purghe
Nel 1928, la politica mongola virò bruscamente a sinistra e iniziò ad aderire all'ideologia comunista. Le mandrie di bestiame vennero collettivizzate con la forza, il commercio privato e il trasporto vietati ed i monasteri e la nobiltà vennero attaccati. Con il commercio e i trasporti statali incapaci di funzionare, l'economia della Mongolia crollò: morirono oltre sette milioni di capi di bestiame, portando a disordini diffusi nel 1932. La rivolta venne sedata in ottobre dopo il coinvolgimento di armate, carri armati ed aerei mongoli e sovietici.
La prima ondata di purghe iniziò con il caso Lkhümbe del 1933, una cospirazione fabbricata che collegava il segretario del partito Jambyn Lkhümbe con le reti di spionaggio giapponesi. Vennero epurate oltre 1.500 persone, molte delle quali giustiziate. Le vittime includevano il primo ministro Peljidiin Genden, entusiasta della liberalizzazione dell'economia. Nel 1936, Genden venne rimosso dal potere e giustiziato nell'Unione Sovietica. Horloogijn Čojbalsan, fedele alleato di Iosif Stalin, prese il potere.
Tra il 1937 e il 1939 iniziò una seconda ondata di epurazioni, con 25.437 persone ufficialmente arrestate e 20.099 giustiziate. Il numero effettivo delle vittime è stato stimato tra le 35.000 e le 100.000 persone. Oltre 18.000 erano lama, con conseguente distruzione virtuale del clero buddista. Tra il 1940 e il 1955, coloro che furono complici delle precedenti epurazioni vennero essi stessi epurati.

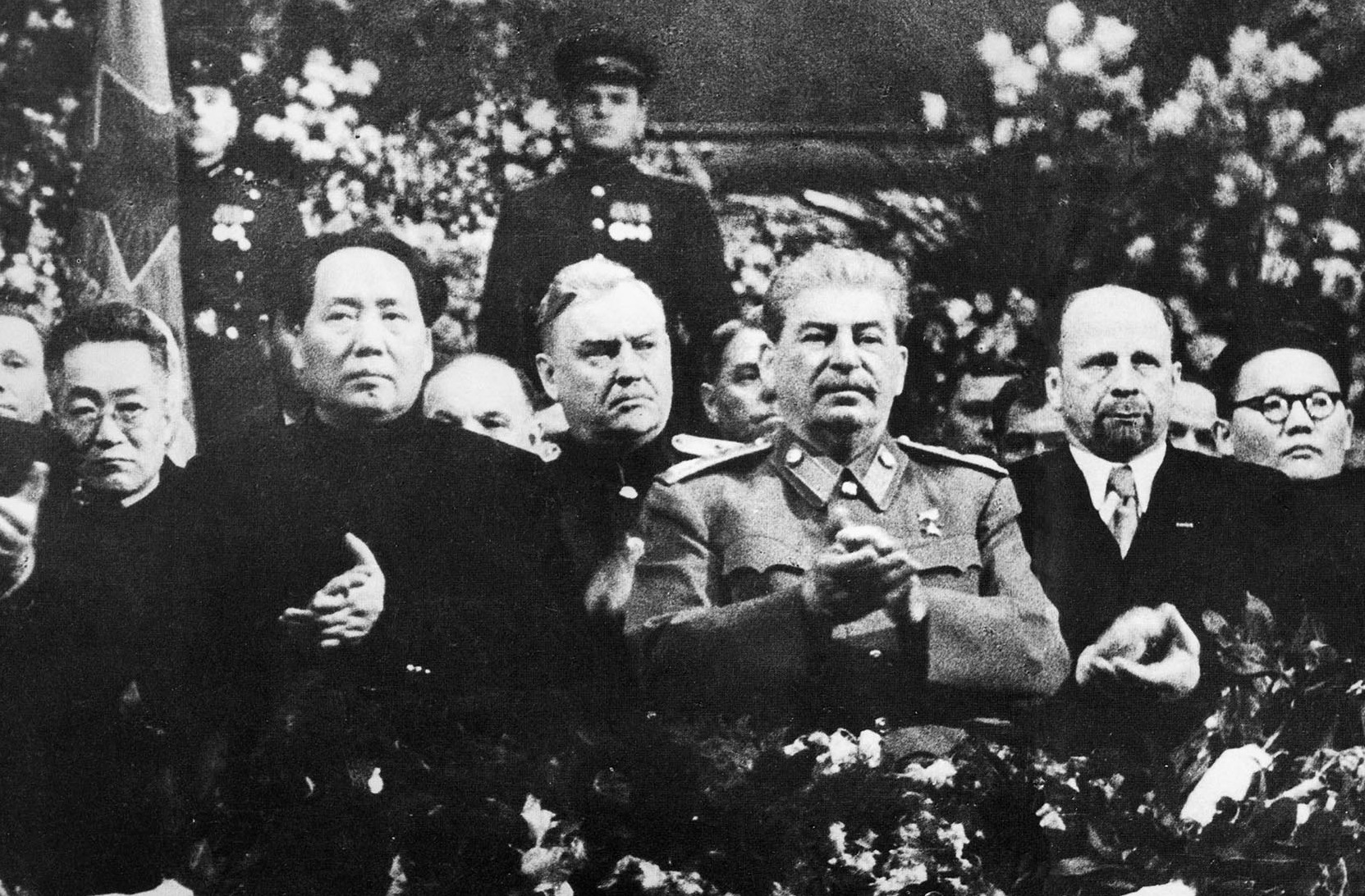
Leader comunisti nel 1949: Mao Zedong, Nikolaj Bulganin, Iosif Stalin, Walter Ulbricht e Yumjaagiin Tsedenbal

Sotto il governo di Čoibalsan, vennero apportati miglioramenti alle infrastrutture, alle strade ed alle comunicazioni della Mongolia con l'assistenza sovietica e vennero prese misure per migliorare il tasso di alfabetizzazione del paese. L'XI Congresso del partito si tenne nel dicembre 1947, approvando il primo piano quinquennale della Mongolia per intensificare gradualmente lo sviluppo dell'economia, dell'industria, dell'allevamento e dell'agricoltura.
Nel 1952, Horloogijn Čoibalsan morì e Yumjaagiin Tsedenbal prese il potere. Tsedenbal epurò i suoi rivali politici: Dashiin Damba nel 1958-1959, Daramyn Tömör-Ochir nel 1962, Luvsantserengiin Tsend nel 1963 e il gruppo antipartitico Lookhuuz-Nyambuu-Surmaajav nel dicembre 1964 La sua politica estera fu contrassegnata dagli sforzi per portare la Mongolia a una più stretta cooperazione con l'Unione Sovietica e dai tentativi d'incorporare il paese nell'Unione Sovietica. I tentativi di Tsedenbal di fare della Mongolia la sedicesima Repubblica dell'Unione Sovietica incontrarono una forte opposizione da parte di altri politici e venne accusato di tradimento. Durante la crisi sino-sovietica, Tsedenbal si schierò con l'Unione Sovietica, incorrendo nell'ira cinese. È ricordato per aver mantenuto un percorso di socialismo moderato durante la guerra fredda.

### La rivoluzione democratica del 1990
Nell'agosto 1984, Yumjaagiin Tsedenbal venne costretto alle dimissioni con una mossa sponsorizzata dai sovietici, presumibilmente a causa dell'età e dello stato mentale. Jambyn Batmönkh prese il potere quel mese come leader del partito e nazionale.
La prima manifestazione aperta a favore della democrazia si svolse davanti al Centro culturale giovanile di Ulan Bator il 10 dicembre 1989. Nei mesi successivi, gli organizzatori della manifestazione fondarono la Mongoliin Ardchilsan Čolboo (Unione democratica mongola) e continuarono ad organizzare manifestazioni, raduni, proteste e scioperi della fame, degli insegnanti e dei lavoratori nella capitale e nelle campagne chiedendo democrazia, ricevendo un maggiore sostegno dai mongoli a livello nazionale.
Il 7 marzo 1990 in piazza Sùchbaatar, l'Unione democratica mongola lanciò uno sciopero della fame esortando i comunisti a dimettersi. Il politburo del partito, l'autorità governativa, alla fine cedette alle pressioni ed iniziò a negoziare con i leader democratici. Jambyn Batmönkh, presidente del politburo del partito, decise di scioglierlo e dimettersi il 9 marzo 1990. Ciò aprì la strada alle prime elezioni multipartitiche della Mongolia.
Dietro le quinte, il partito prese in considerazione la possibilità di reprimere i manifestanti e formulò un decreto da far firmare al leader del partito Batmönkh. Batmönkh si oppose, mantenendo la sua politica di non usare mai la forza (Хэрхэвч Хүч хэрэглэж болохгүй). Secondo i presenti, Batmönkh ha detto "Non firmerò mai ciò. Noi pochi mongoli non siamo ancora arrivati al punto che ci faremo sanguinare il naso a vicenda", colpì il tavolo ed uscì dalla stanza.
Nelle elezioni del 1990, i partiti si contendevano 430 seggi nel Grande Hural, ma i partiti d'opposizione non furono in grado di nominare un numero sufficiente di candidati. Il Partito Rivoluzionario del Popolo Mongolo ottenne 357 seggi nel Grande Hural e 31 dei 53 seggi nel Piccolo Hural (che venne successivamente abolito). Il nuovo governo MANK sotto Dashiin Byambasüren condivise il potere con i democratici, attuando riforme costituzionali ed economiche ed adottando una nuova costituzione nel 1992. Con il crollo dell'Unione Sovietica (che aveva fornito significativi aiuti economici alla Mongolia fino al 1990), il paese subì gravi problemi economici. Nelle elezioni presidenziali mongole del 1993, il MANK venne sconfitto per la prima volta nella sua storia: Punsalmaagiin Ochirbat, il candidato sostenuto dai partiti democratici, ricevette i due terzi dei voti.
La Coalizione dell'Unione Democratica, co-guidata da Cahiagijn Ėlbėgdorž come presidente del Partito Democratico, vinse per la prima volta le elezioni parlamentari del 1996. Nel 2000, nel 2004 e nel 2008, il MANK vinse le elezioni parlamentari e fu il partito al governo. Formò due governi di coalizione con il Partito Democratico, dal 2004 al 2008 e dal 2008 al 2012. Nel 2003, il MANK entrò a far parte dell'Internazionale socialista.
Le elezioni parlamentari del 2008 furono particolarmente controverse, con il MANK accusato di brogli elettorali. Le proteste contro i risultati divennero violente il 1º luglio e scoppiò una rivolta presso la sede del MANK che venne affrontata a malincuore dalle autorità: la sede del partito venne distrutta da un incendio. Dopo i disordini, il presidente Nambaryn Ėnhbajar dichiarò per la prima volta nella storia della Mongolia uno stato di emergenza di cinque giorni. Cinque civili morirono durante l'emergenza: quattro vennero uccisi e il quinto sarebbe morto per avvelenamento da monossido di carbonio. Il ministro della Giustizia mongolo stimò che 220 civili e 108 membri del servizio fossero rimasti feriti. Con la situazione tesa, il MANK decise di ammettere il Partito Democratico nel governo e formò una coalizione. Il partito demolì la sua sede e costruì il suo Palazzo dell'Indipendenza (Тусгаар тогтнолын ордон) con sussidi governativi e donazioni di membri del partito; l'edificio divenne totalmente operativo il 26 novembre 2011.
Nelle elezioni presidenziali mongole del 2009, il candidato del Partito Democratico Cahiagijn Ėlbėgdorž sconfisse il candidato del MANK e presidente in carica Nambaryn Ėnhbajar. Nel gennaio 2012, il Partito Democratico decise di lasciare il governo di coalizione prima delle elezioni parlamentari di giugno. Nelle elezioni parlamentari del 2012, il Partito Democratico sconfisse il MAN; il MAN divenne l'opposizione, con 26 seggi in parlamento. Nelle elezioni locali del 2012 ad Ulan Bator, nelle province e nei distretti, il MAN venne sconfitto per la prima volta nella storia della Mongolia. Nelle elezioni presidenziali mongole del 2013, il candidato del Partito Democratico e presidente in carica Cahiagijn Ėlbėgdorž sconfisse nuovamente il candidato del MAN.
Il MAN tornò al potere nel 2016, conquistando una maggioranza dell'85% dei seggi parlamentari. Il primo ministro Chimediin Saikhanbileg e il presidente del parlamento Zandaakhüügiin Ėnhhbold vennero sconfitti, con Jargaltulgyn Erdenebat del MAN eletto per succedere a Saikhanbileg.

### Il ripristino del nome
Il ripristino del nome del partito in Partito del Popolo Mongolo era stato al centro delle discussioni tra i membri del partito e ai congressi del partito dal 1990. Nel 2010, venne ampiamente deliberato a tutti i livelli del partito, con il risultato che l'81,3% dei membri sostenne il ripristino del nome del Partito del Popolo Mongolo e il 10,7% dei membri che volevano deliberare sulla questione durante il XXVI Congresso del partito. La decisione di ripristinare il nome originario del partito venne approvata dal 99,3% dei delegati al XXVI Congresso del partito. Al congresso, l'ideologia politica del partito venne riorientata dal socialismo democratico alla socialdemocrazia.
Dopo che il MANK ripristinò il suo nome originale, l'ex presidente mongolo e presidente del MANK Nambaryn Ėnhbajar fondò un nuovo partito politico nel 2010. Ėnhbajar ricevette il permesso di utilizzare il nome Partito Rivoluzionario del Popolo Mongolo per il suo nuovo partito dalla Corte Suprema della Mongolia il 24 giugno 2011.

### La vittoria nelle elezioni del 2020
Il MAN ha ottenuto una vittoria schiacciante nelle elezioni parlamentari del 2020. Il programma elettorale del partito aveva sei capitoli ed affrontava il reddito della popolazione, la politica economica, la governance, la politica di sviluppo verde, lo sviluppo della città di Ulan Bator e la politica di sviluppo regionale. Il risultato elettorale ha segnato la prima volta che un singolo partito abbia mantenuto la maggioranza assoluta in elezioni consecutive. In precedenza il Partito del Popolo Mongolo e il Partito Democratico avevano esercitato a turno la maggioranza nel Grande Hural di Stato o erano stati costretti a formare governi di coalizione.
Nel giugno 2021, l'ex primo ministro Ukhnaagiin Khürelsükh del MAN è diventato il sesto presidente democraticamente eletto del paese dopo aver vinto le elezioni presidenziali, consolidando ulteriormente il potere del partito nel governo mongolo.

## Leader
- Soliin Danzan (1921)
- Ajvaagiin Danzan (1922-1924)
- Tseren-Ochiryn Dambadorj (1924-1928)
- Bat-Ochiryn Eldev-Ochir (1928-1930)
- Peljidiin Genden (1928-1932)
- Dorjjavyn Luvsansharav (1932-1937)
- Banzarjavyn Baasanjav (1936-1940)
- Yumjaagiin Tsedenbal (1940-1954; 1958-1984)
- Dashiin Damba (febbraio-aprile 1940; 1954-1958)
- Jambyn Batmönkh (1985-1990)
- Gombojavyn Ochirbat (1990-1991)
- Büdragchaagiin Dash-Yondon (1991-1996)
- Natsagiin Bagabandi (febbraio-giugno 1997)
- Nambaryn Ėnhbajar (1997-2005)
- Miyeegombyn Enkhbold (2005-2007)
- Sanjaagiin Bayar (2007-2009)
- Sükhbaataryn Batbold (2010-2012)
- Ölziisaikhany Enkhtüvshin (2012-2013)
- Miyeegombyn Enkhbold (2013-2017)
- Ukhnaagiin Khürelsükh (2017-2021)
- Luvsannamsrain Oyun-Erdene (2021-in corso)

## Risultati elettorali

### Presidenziali
| Elezione | Candidato del partito        | Voti    | %      | Risultato |
| -------- | ---------------------------- | ------- | ------ | --------- |
| 1993     | Lodongiyn Tudev              | 397,061 | 40.1%  | Sconfitto |
| 1997     | Natsagiin Bagabandi          | 597,573 | 62.5%  | Eletto    |
| 2001     | Natsagiin Bagabandi          | 581,381 | 59.2%  | Eletto    |
| 2005     | Nambaryn Enkhbayar           | 495,730 | 54.20% | Eletto    |
| 2009     | Nambaryn Enkhbayar           | 520,948 | 48.07% | Sconfitto |
| 2013     | Badmaanyambuugiin Bat-Erdene | 520,380 | 41.97% | Sconfitto |
| 2017     | Miyeegombyn Enkhbold         | 497,067 | 44.85% | Sconfitto |
| 2021     | Ukhnaagiin Khürelsükh        | 820,092 | 72.24% | Eletto    |

### Parlamentari
Prima delle elezioni parlamentari del 2012 il partito era denominato Partito Rivoluzionario del Popolo Mongolo (PRPM), dopo il 2010 è stato ridenominato Partito del Popolo Mongolo (PPM).
| Elezione          | Voti      | %     | Seggi     |
| ----------------- | --------- | ----- | --------- |
| Parlamentari 1969 |           |       | 252 / 297 |
| Parlamentari 1973 |           |       | 282 / 336 |
| Parlamentari 1977 |           |       | 328 / 354 |
| Parlamentari 1981 |           |       | 344 / 370 |
| Parlamentari 1986 |           |       | 346 / 370 |
| Parlamentari 1990 | 598.984   | 61,10 | 358 / 430 |
| Parlamentari 1992 | 1.719.257 | 56,90 | 70 / 76   |
| Parlamentari 1996 | 408.977   | 40,50 | 25 / 76   |
| Parlamentari 2000 | 517.746   | 51,60 | 72 / 76   |
| Parlamentari 2004 | 517.443   | 48,23 | 36 / 76   |
| Parlamentari 2008 | 914.037   | 52,67 | 45 / 76   |
| Parlamentari 2012 | 353.839   | 34,21 | 26 / 76   |
| Parlamentari 2016 | 636.316   | 45,69 | 65 / 76   |
| Parlamentari 2020 | 1.735.793 | 44,93 | 62 / 76   |
| Parlamentari 2024 |           |       | 68 / 126  |

### Piccolo Hural
| Elezione          | Voti    | %     | Seggi   |
| ----------------- | ------- | ----- | ------- |
| Parlamentari 1990 | 598,984 | 61.1% | 31 / 50 |